# Фан Хюи Куат
Фан Хюи Куат (вьет. Phan Huy Quat; 1908, Phan Rang, недалеко от Нячанга, Французский Индокитай — 27 апреля 1979, тюрьма Chí Hòa, Хошимин, Социалистическая Республика Вьетнам) — государственный деятель Республики Вьетнам (Южный Вьетнам), премьер-министр Республики Вьетнам (1965).

## Биография
- 1949—1950 гг. — министр образования в администрации Бао Дая,
- 1950 и 1953—1954 гг. — министр обороны,
- 1953 г. — министр по особым поручениям, ответственный за демократизацию Государства Вьетнам,
- 1954 г. — и. о. премьер-министра Государства Вьетнам.

В феврале 1965 г. — премьер-министр Республики Вьетнам, был отправлен в отставку после военного переворота во главе с маршалом Нгуен Као Ки. Покинув пост премьер-министра, доктор Куат вернулся к своей медицинской практике. Он оставался в политике до 1975 г., работая с Азиатской антикоммунистической лигой, находясь во главе вьетнамского офиса.
После падения Республики Вьетнам в августе 1975 г. он арестован и заключен в тюрьму, в которой и скончался в 1979 г.